# Saint-Germain-du-Seudre
Saint-Germain-du-Seudre là một xã ở tỉnh Charente-Maritime thuộc vùng Nouvelle-Aquitaine tây nam nước Pháp.
- Xã của tỉnh Charente-Maritime